# Jefe de Gabinete del vicepresidente de los Estados Unidos
El Jefe de Gabinete del Vicepresidente de los Estados Unidos es el Jefe de Gabinete, posición dirigente de la Oficina Ejecutiva del Vicepresidente de Estados Unidos, integrada como parte de la Oficina Ejecutiva del presidente de Estados Unidos. El Jefe de Gabinete es responsable de supervisar las acciones del personal del Vicepresidente, gestionar su agenda, y decidir quién es autorizado a visitar al Vicepresidente y cuándo.

## Jefes de Gabinete del Vicepresidente
| Jefe de Gabinete      | Vicepresidente     | Años                        |
| --------------------- | ------------------ | --------------------------- |
| Arthur Sohmer         | Spiro Agnew        | 1969–1973                   |
| Robert T. Hartmann    | Gerald Ford        | 1973–1974                   |
| Ann C. Whitman        | Nelson Rockefeller | 1974–1977                   |
| Richard Moe           | Walter Mondale     | 1977–1981                   |
| Daniel J. Murphy, Sr. | George H. W. Bush  | 1981–1985                   |
| Craig L. Fuller       | George H. W. Bush  | 1985–1989                   |
| William Kristol       | Dan Quayle         | 1989–1993                   |
| Roy M. Neel           | Al Gore            | 1993–1994                   |
| Jack Quinn            | Al Gore            | 1994–1995                   |
| Ronald A. Klain       | Al Gore            | 1995–1999                   |
| Charles W. Burson     | Al Gore            | 1999–2001                   |
| I. Lewis Libby        | Dick Cheney        | 2001–2005                   |
| David S. Addington    | Dick Cheney        | 2005–2009                   |
| Ronald A. Klain       | Joe Biden          | 2009–2011                   |
| Bruce Reed            | Joe Biden          | 2011–2013                   |
| Steve Ricchetti       | Joe Biden          | 2013–2017                   |
| Josh Pitcock          | Mike Pence         | enero de 2017–julio de 2017 |
| Nick Ayers            | Mike Pence         | julio de 2017–enero de 2021 |
| Hartina Flournoy      | Kamala Harris      | enero de 2021–enero de 2025 |
| Jacob Reses           | J. D. Vance        | enero de 2025–En el cargo   |

## En la cultura popular
- Joshua Malina interpreta al Jefe de Gabinete Will Bailey del vicepresidente Robert Russell en la serie televisiva de drama, y ganadora de varios Emmy's, "The West Wing".
- Anna Chlumsky interpreta a la Jefa de Gabinete Amy Broockheimer a la vicepresidenta Selina Meyer en la serie Veep
- Michael Kelly interpreta al Jefe de Gabinete Douglas Stamper del vicepresidente Frank Underwood en la serie de drama de Netflix, House of Cards.